# West Stockbridge (Massachusetts)
West Stockbridge est une ville du Comté de Berkshire dans l’État du Massachusetts.
Elle a été incorporée en 1775.
Sa population était de 1 343 habitants en 2020.